# Бернард Вулф
Бернард Вулф (Нью-Гейвен, Коннектикут, 28 серпня 1915 — Калабасас, Каліфорнія, 27 жовтня 1985) — американський письменник.

## Життєпис
У 16 років Вулф вступив до Єльського університету, який закінчив у 1935 році, отримавши ступінь психолога. Потім він записався на кількамісячне додаткове навчання в Єльському відділенні загальних наук. У 1936 році він викладав у літньому коледжі жіночих профспілкових членів Брін Мора. Він переїхав до Нью-Йорка і між 1936 і 1938 роками працював у троцькістських журналах, таких як The Militant і The New International.
Американський комітет захисту Лева Троцького у Нью-Йорку шукав англомовного секретаря для допомоги Троцькому в Мексиці. Професор Єльського університету ідруг Вулфа Артур Майзнер надав кошти, і в 1937 році Вулф поїхав до Мексики, де вісім місяців працював охоронцем і секретарем Троцького, виконуючи роль зв'язку між Троцьким і розслідуванням Комісії Джона Дьюї щодо Московського процесу.
Між 1937 і 1939 роками Вулф час від часу працював у Торговому флоті. У 1939 році він переїхав до Грінвіч-Віллідж, де з часом відійшов від троцькістського руху та зустрів Анаїс Нін і Генрі Міллера. Завдяки їм він знайшов роботу, написавши порнографічні романи (11 за 11 місяців) для приватної колекції Роя Мелісандра Джонсона, нафтового мільйонера з Оклахоми. Він вважав свою порнографічну продукцію тим, що навчила його писати до заданої довжини, стикаючись із дедлайнами: «Я набув робочої дисципліни професійного письменника, здатного на солідну щоденну роботу». У 1941 році він кілька тижнів був помічником нічного редактора Paramount Newsreel. У 1943 та 1944 роках він писав наукові статті про війну для Popular Science Monthly та Mechanix Illustrated. Згодом він став редактором останнього журналу.
У 1946 році він співпрацював з джазовим музикантом Меззом Меззровом в написанні автобіографії Меззроу «Справжній блюз». Книга мала популярний успіх, знайомлячи масову аудиторію з аспектами темношкірої культури. У жовтні того ж року він отримав улесливе зауваження в синдикованій колонці Біллі Роуза, а в 1947 році Вулфа було найнято літературним рабом для синдикованої колонки Біллі Роуза. Вулф працював над подальшим дослідженням «негритянської» культури в Америці, яке ніколи не було опубліковано, але уривки були опубліковані в американських журналах у 1949 і 1950 роках, перекладені для Les Temps Modernes Жан-Поля Сартра та цитовані Францом Фаноном.
1950 року він пройшов психоаналіз у доктора Едмунда Берглера. У своїй художній прозі Вулф повертався до ідеї Берглера про «психічний мазохізм». Ідеї Берглера про фригідність і важливість вагінального оргазму повторюються в презентації жіночої сексуальності Вулфа.
1951 року у журналі Galaxy він опублікував оповідання «Автопортрет». Його теми кібернетики, штучних кінцівок та протезів, комп'ютеризованих війн, мазохізму і добровільної ампутації — все це знайшло своє продовження в його першому опублікованому романі «Лімбо» (1952). Оскільки дія роману розгортається в далекому на той час 1990 році, оригінальне британське видання має назву «Limbo '90». Видавець стверджував, що Вулф написав «першу науково-фантастичну книгу, яка спроектувала сучасну концепцію „кібернетики“ до її логічного завершення». Девід Прінґл вибрав «Лімбо» для включення до своєї книги «Наукова фантастика: 100 найкращих романів». Джеймс Баллард хвалив «прозорий інтелект» Вулфа і стверджував, що «Лімбо» допомогло йому заохотити почати писати художню літературу. Ентоні Бучер та МакКомас, однак, погано сприйняли роман, назвавши його «претензійною солянкою» та описавши його тему як «символічно цікаву ідею… ніколи не розроблявся з послідовними чи переконливими деталями». П. Шайлер Міллер дав неоднозначну рецензію на «Лімбо», описавши його як «колос роману», водночас звинувативши його «нескінченні розмови». Протягом 90-х років Кетрін Гейлз переглянула роман Вулфа для вивчення концепції постлюдини, присвятивши п'ятий розділ своєї книги аналізу та коментарю впливу кібернетики на думки Вулфа. Однак Гейлз підкреслює деякі позиції женоненависника, які можна сприйняти в читанні Лімбо. Нещодавно аналіз «Лімбо» виявився дещо більш прихильним до роману, посилаючись на його доречність до дебатів навколо комп'ютерного керування та впливу машин на повсякденне життя; однак залишається критика навколо суперечливої політики та мізогінії роману.
Його роман «Пізні повстанці, їхній маскарад» (1954), назва якого повторює роман Германа Мелвілла «Людина впевненості: її маскарад», розповідає про шахраїв, акторів і торговців наркотиками, які відвідують нічний Нью-Йорк. У 1955 і 1956 роках він написав низку телевізійних п'єс, деякі з яких спиралися на його досвід спілкування з Троцьким і роботи літературним рабом. Його телеспектакль 1956 року «П'ятеро, які потрясли могутнього», інсценізація судового процесу над п'ятьма румунами, які захопили румунську комуністичну місію в Швейцарії, був предметом протесту з боку посольства Румунії, але отримав спеціальну нагороду «Хрестовий похід за свободу». У 1957 році він писав щомісячну колонку для чоловічого журналу Nugget . Його третій роман «У глибині» (1957) — це трилер про шпигунство, соціалістичних хіпстерів і давні десятиліття комуністичні вендетти, що розігруються на Кубі.
«Великий князь помер» (пізніше перевиданий як «Троцький мертвий») (1959) — роман про події, пов'язані з убивством Троцького (у романі його називають Віктором Ростовим). Книгу добре зустріли критики та рецензенти, хоча багато хто висловлював сумніви щодо суміші фактів і вимислу в книзі. Троцькісти дуже критично поставилися до книги, особливо до теми Вулфа про те, що провина Троцького у Кронштадтському повстанні була трансформована в мазохістське бажання смерті. Часткова інсценізація «Великий князь помер» у книжковій програмі Тернлі Вокера «Перша зустріч» 1959 року сприяла переселенню Вулфа в Каліфорнію. «Магія їхнього співу» (1961) — ще один роман про контркультуру Нью-Йорка, у якому випускник університету Гойт Ферлісс досліджує світ бітів і нонконформістів.
1960 року він почав публікувати оповідання в журналі Playboy, який заплатив йому грошову винагороду за перший варіант його короткої роботи. 1961 року було оголошено, що Вулф пише (непродюсований) сценарій для Тоні Кертіса про Г'ю Гефнера та журнал Playboy. У 1963 році було оголошено, що Вулф пише (непродюсований) сценарій до Tropic of Cancer Генрі Міллера. «Виходь, татку» був опублікований 1963 року. Це розширення гірких історій, нещодавно опублікованих у Playboy та Cavalier (в ролі Ендрю Фокса) про Гордона Ренґса, романіста та сценариста, та його непристойні пригоди в Голлівуді. 1968 року була опублікована збірка оповідань «Рухайся, одягайся, випивай, гори». Наприкінці 1960-х років він викладав в Каліфорнійському університеті в Лос-Анджелесі. Гарлан Еллісон запросив дві історії («Дівчина зі швидкими рухами очей», про Гордона Ренґса та розрив між поколіннями) для появи в його науково-фантастичній антології «Знову небезпечні бачення» 1972 року. Вулф написав автобіографію «Мемуари не зовсім сором'язливого понографа» (1972), назва якої натякає на «Мемуари сором'язливого понографа» Кеннета Патчена. Його роман «Логан пішов» (1974), повернення до персонажа Гордона Ренґса, розповідає про сучасну політику з протестами в університетському містечку та ветеранами В'єтнаму.
1974 року Вулф підписав контракт на сім книг із нещодавно створеним видавцем у Лос-Анджелесі Wollstonecraft Inc. На жаль, видавець зазнав фінансових проблем, і після цього Вулф не видавав жодної книги. Залишається невизначеним, чи було надруковано кілька книжок, зокрема через різні назви, використані в статті Publishers Weekly 1974 року. «Великий князь помер» було перевидано з виправленням назви як «Троцький помер». Роман під назвою «Повне розкриття», рекламований у 1975 році як «міжнародний напружений роман, що висвітлює моральні конфлікти між людьми, які тримають ключі до урядових таємниць», може бути натхненним Уотергейтом романом «Брехня», публікація якого відповідає розкладу Волстонкрафта на 1975 рік про таємний урядовий агент, чий шлюб захитається, як і його віра в роботу, яку він виконує. «Джулі: Життя і часи Джона Гарфілда» (або «Тіло і душа: Життя і смерть Джона Гарфілда»), біографія актора, написана Вулфом і Едвардом Медардом, рекламувалася в кількох професійних журналах протягом 1975 і 1977 років, але її публікація невідома. Роман «Криваві гроші» та збірка нарисів і рецензій «Чоловіки не зовсім без жінок» так і не були опубліковані.
1975 року він співпрацював з Майклом Бланкфортом над п'єсою «Карл і Артур» про Карла Маркса та Артюра Рембо.
Протягом 1970-х років у статтях і профілях відзначався довгий роман, який Вулф писав про виноградний страйк у Делано. 1969 році Вулф провів серію лекцій про пролетарський роман в Каліфорнійському університеті в Лос-Анджелесі, а виноградний страйк Делано був використаний як тло в кількох оповіданнях у «Рухайся, одягайся, пий, спалюй».
30 червня 1960 року Вулф одружився з актрисою Долорес Майклз у Лос-Анджелесі. Шлюб був для неї другим і першим для нього. Вони залишалися одруженими до своєї смерті 27 жовтня 1985 року, і в його свідоцтві про смерть Майклз вказано як дружина на момент смерті. 23 липня 1970 року в Лос-Анджелесі у них народилися дочки-близнючки Джордан М. і Міранда І.
Вулф помер від серцевого нападу в лікарні кіно і телебачення.

## Вибрані твори

### Нон-фікшн
- «Як отримати роботу в авіаційній промисловості» (1943)
- «Пластмаса: Що повинен знати кожен» (1945) (літературний раб, автор Реймонд Розенталь)
- «Справжній блюз», з Меззом Меззровим (1946)
- «Гіпноз досягає повноліття» (1949) (літературний раб, написаний Реймондом Розенталем)[35]

### Художня література

#### Романи
- «Лімбо» (1952) (спочатку опублікований у Великій Британії як «Limbo '90»)
- «Пізні повстанці, їхній маскарад» (1954) (перевидано як «Все відбувається вночі»)
- «В глибині» (1957)
- «Великий князь помер» (перевидано у переробленій формі як «Троцький мертвий») (1959)
- «Магія їхнього співу» (1961)
- «Виходь, татку» (1963)
- «Логан пішов» (1974)
- «Брехня» (1975)

### Коротка художня проза
- «Автопортрет», Galaxy Science Fiction 1951
- «Нескінченний пенні», журнал Playboy, 1960
- «Вийди, татку», журнал Playboy 1961
- «Марчіанна та натуральний карпаї з папайї», журнал Playboy 1961
- «Ентоні здалеку», журнал Playboy 1962
- «Ціна, що йде за обожнювання», журнал Playboy 1963
- «Птах крапка і тире», журнал Playboy 1964
- «Подай до суду на мене-багатія», журнал Playboy 1964
- «Як Саймон отримав своє бюро», журнал Playboy 1966
- «Порошок плотви в кленовому горіху», журнал Playboy, 1966 рік
- «Гарячі соуси Магди», журнал Playboy 1968
- «Один я забув», журнал Playboy 1968
- «Позиція бісквіта», антологія «Знову небезпечні видіння» 1972
- «Дівчина зі швидкими рухами очей», антологія «Знову небезпечні видіння» 1972

#### Примітка
Ймовірно, лише частковий список.

#### Колекції
- «Рухайся, одягайся, випивай, гори», 1968

### Переклади
- «Сюжет» (Všeobecné spiknutí) Егона Хостовського, переклад з чеської з Еліс Бекер, Даблдей, Гарден Сіті, Нью-Йорк, 1961

### Телеспектаклі
- «Вбивця» (Philco-Goodyear Television Playhouse, 20 лютого 1955) (натхненний вбивством Троцького)
- «Літературний раб» (Philco-Goodyear Television Playhouse, 29 травня 1955) (автор політичних промов зневажає свою роботу)
- «Аутсайдери» (Philco-Goodyear Television Playhouse, 18 вересня 1955)
- «На гачку» (Justice, 15 січня 1956)
- «П'ятеро, що похитнули могутність» (Armstrong Circle Theatre, 20 березня 1956)
- «Візерунок брехні» (Justice, 25 березня 1956)

### Вибране нон-фікшн
- «Плаваюча мода» (разом з Раймондом Розенталем, Cosmopolitan, березень 1947 р.).
- «Дядько Ремус і злий кролик» (Commentary, липень 1949)[36]
- «Екстаз у чорному обличчі: Негр як людина пісні і танцю» (Modern Review, січень 1950 р.)
- «Військові облігації: нові ілюзії безпеки» (як Крістофер Блісс, The American Mercury, квітень 1951 р.)
- «Чи роблять податки всіх нас брехунами?» (як Крістофер Блісс, The American Mercury, березень 1952)
- «Злий на що?» (The Nation, 1 листопада 1958)
- «Людина, яка вбила Троцького» (Coronet, липень 1959)[37]
- «Темні проти світла» (Esquire, квітень 1960)
- «Манери та мораль на Сансет Стріп» (Esquire, серпень 1961)
- «Плавання в червоному чорнилі» (Playboy, липень 1964)
- Інтерв'ю з Генрі Міллером (Playboy, вересень 1964)
- «Пара джокерів і туз» (Sunday Herald Tribune, 25 липня 1965 р.).
- «Чоловік на ім'я І-л-л-я» (The New York Times, 24 жовтня 1965)[38]
- «Крок після мускула» (Cosmopolitan, лютий 1966).
- «30 років після сталінських чисток» (The New York Times, 18 вересня 1966 р.)
- «Проблеми з Гаррі» (World Journal Tribune, 26 березня 1967).
- «10 відсотків Голлівуду» (The New York Times, 18 червня 1967 р.)
- «Наш розрив між поколіннями: діалог з молодим мутантом» (Los Angeles Times, 6 серпня 1967 р.)
- «Реальна смерть Джима Моррісона» (Esquire, червень 1972)[39]
- «Вечірня смерть» (Works in Progress #7, 1972)
- «Чарівник Свіфті: Перетворення моди міфу про Камелот» (Los Angeles Times, 22 вересня 1974 р.)
- Рецензія на «Електронне поле бою» Пола Діксона (Books West Magazine, том 1 № 2, 1976)